# موتکوو
موتکوو (به چکی: Mutkov) یک منطقهٔ مسکونی در جمهوری چک است که در ناحیه اولومووتس واقع شده‌است.
 موتکوو ۵٫۶۲ کیلومتر مربع مساحت و ۴۷ نفر جمعیت دارد و ۵۹۳ متر بالاتر از سطح دریا واقع شده‌است.